# Benedikt Höld
Benedikt Höld OSB, Taufname: Franz Josef (* 8. Dezember 1673 in Metten; † 21. Juni 1730 ebenda) war ein deutscher Benediktiner und Abt des Benediktinerklosters Metten in Niederbayern.

## Biografie
Franz Josef Höld wurde als Sohn des Klosterrichters in Metten geboren. Seine schulische Ausbildung erhielt er an der Klosterschule in Metten. Bei der Profess am 12. November 1690 erhielt er den Ordensnamen Benedikt. Ab 1692 studierte Benedikt Höld im Hausstudium des Klosters Metten Philosophie und anschließend ab 1694 Theologie an der Universität Salzburg. Im Jahr 1697 empfing er die Priesterweihe und wirkte von 1699 bis 1701 als Kaplan in der Salzburger Benediktinerinnenabtei Nonnberg. In dieser Zeit hörte er an der Salzburger Universität Rechtswissenschaft.
Im Jahr 1701 kehrte Benedikt Höld ins Kloster Metten zurück, wo er zunächst die Ämter des Novizenmeisters und des Direktors des Klerikats übernahm. Ab 1702 wirkte er als Professor der Philosophie im Hausstudium des Klosters; 1703 wurde ihm im Kloster das Amt des Priors übertragen. 1707 wurde Benedikt Höld Pfarrer in Stephansposching, das dem Kloster Metten zur Seelsorge übertragen war. Nach dem Rücktritt von Abt Roman Märkl wurde Benedikt Höld im Jahr 1729 zu dessen Nachfolger gewählt. Bereits ein Jahr später starb Abt Benedikt an den Folgen eines Schlaganfalls, den er auf dem Rückweg von einer Reise nach München und Kloster Ettal erlitten hatte.